# SS-061 장보고
장보고함은 대한민국 최초의 장보고급 잠수함의 첫번째함이다.

## 명칭
'장보고'라는 명칭은 9세기 무렵 '해상왕'이라고 불렸던 신라의 장군의 이름을 딴 것이다.

## 무장
장보고함에는 하푼 미사일이 탑재되지 않고, 어뢰와 기뢰만 탑재할 수 있다. 8발의 어뢰관에 추가로 6발의 어뢰를 재장전 할 수 있다. 손원일급 잠수함과는 달리, 자동 어뢰 장전 장치는 없다.

## 역사
- 97년 해군 최초로 하와이까지 18,000km 잠항 항해에 성공하였다.[1]
- 림팩 2004에서 미국의 해군 이지스 순양함 2척, 이지스 구축함 2척, 일본의 해상자위대 구축함 4척, 한국 해군 구축함 2척을 전부 어뢰로 격침하고 적에게 탐지되지 않았다.
- 림팩 2004에서 적 함정 중 LA급 잠수함 2척만 공격에 실패하였다.
- 2017년 9월 12일 장보고함의 최초 훈련 장면을 언론에 공개하였다.[2]

## 같이 보기
- 209형 잠수함